# Lepidodactylus listeri
Lepidodactylus listeri es una especie de gecos de la familia Gekkonidae.

## Distribución geográfica
Es endémica de la isla de Navidad, perteneciente a Australia. En diciembre de 2017, un estudio de la UICN alertó de que los Gecos de la Isla de Navidad han pasado de la categoría "Vulnerables" a "Extintos en estado salvaje". Las razones de su extinción no están aún claras pero, al parecer estaría vinculada con la aparición de una especie de  hormiga invasora, la Anoplolepis gracilipes.[cita requerida]

## Hábitat
L. listeri es más abundante en bosques primarios en la planicie, pero también está presente en zonas modificadas con crecimiento boscoso secundario. Está ausente en zonas de minería de la isla.